# Torben Joneleit
Torben Joneleit (Monaco, 17 maggio 1987) è un ex calciatore tedesco di ruolo difensore.

## Caratteristiche tecniche
È un difensore centrale di piede mancino.

## Carriera
Dopo le giovanili nel Monaco, passa in prima squadra dove non ha l'occasione di debuttare in Ligue 1, venendo così girato in prestito in Scozia, all'Hibernian, in cui gioca una stagione (2007-2008), collezionando 2 presenze.
Tornato in Francia a inizio 2008, dopo un inizio di stagione ai margini della squadra viene nuovamente girato in prestito questa volta in Belgio, al Charleroi, dove riesce a giocare con maggiore continuità e a segnare il suo primo gol tra i professionisti.
Nel gennaio 2009, dopo un provino in Svizzera presso il club di Berna, lo Young Boys, a cui non segue un tesseramento, viene acquistato dal Genk, con un contratto fino al 2012. Il 29 agosto 2011 rinnova il suo contratto con il club belga e lo stesso giorno, durante la partita contro il Mechelen, subisce un grave infortunio al legamento crociato anteriore del ginocchio sinistro, che lo costringerà a un forfait di sette mesi.
Nel marzo 2014 si ritira dall'attività agonistica per problemi fisici.